# رایس (واشینگتن)
رایس (به انگلیسی: Rice) یک منطقهٔ مسکونی در ایالات متحده آمریکا است که در شهرستان استیونز، واشینگتن واقع شده‌است. رایس ۴۰ نفر جمعیت دارد و ۵۲۷٫۹۲ متر بالاتر از سطح دریا واقع شده‌است.